# Ptolémée VII
Sauf précision contraire, les dates de cet article sont sous-entendues « avant l'ère commune » (AEC), c'est-à-dire « avant Jésus-Christ ».
Pour les articles homonymes, voir Ptolémée (homonymie).
Ptolémée VII Eupator (« né d'un père illustre ») ou Néos Philopator est un pharaon de la dynastie lagide. Second fils de Ptolémée VI Philométor et de la reine Cléopâtre II Philométor Soteira, il partage à l’âge de quinze ans le pouvoir avec son père et devient l’héritier du trône à la mort de ce dernier en juillet -145. Pour cette raison, sa mère prend le titre de régente jusqu’à son mariage avec son oncle Ptolémée VIII Évergète II  Tryphon, roi de Cyrène. Ptolémée VIII, voulant récupérer le trône d'Égypte, fait assassiner Ptolémée VII dès l'année suivante. Selon certains spécialistes, assigner un numéro VII à Ptolémée Néos Philopator dans la dynastie serait une erreur, car il n’a jamais à proprement parler régné (deux corégences). C’est pourquoi on trouve souvent Ptolémée VIII Évergète II  Tryphon avec le numéro VII au lieu du VIII.
Aucune titulature n'est connue pour ce roi. Il ne faut pas le confondre avec son frère Ptolémée Eupator.